# برغنية ستراشية
برغنية ستراشية (الاسم العلمي:Bergenia stracheyi) هي نوع من النباتات تتبع جنس البرغنية من فصيلة كاسرات الحجر.